# 林赫
林赫（1949年5月31日—），又譯任爀、林爀與任赫等，常見譯名為任革。韓國男演員，1976年，KBS藝人公開招募第3期出身。

## 電視劇
- 1977年：KBS《傳說的故鄉》
- 1982年：KBS《風雲》飾演 朝鲜哲宗
- 1983年：KBS《開國》飾演 恭愍王
- 1985年：KBS《黎明》飾演 朴憲永
- 1986年：KBS《熱河》
- 1992年：KBS《三國記》飾演 杨万春
- 1994年：KBS《韓明澮》飾演 盧思慎
- 1995年：KBS《燦爛的黎明》
- 1995年：KBS《西宫》飾演 柳永慶
- 1996年：KBS《龍之泪》飾演 河崙
- 1998年：KBS《王與妃》飾演 任士洪
- 2000年：KBS《牧民心書》飾演 沈煥之
- 2001年：KBS《明成皇后》飾演 三浦梧楼
- 2001年：SBS《女人天下》飾演 鞋匠
- 2003年：KBS《武人時代》飾演 杜景升
- 2003年：SBS《王的女子》飾演 李爾瞻
- 2008年：KBS《最强七迂》飾演 金子善
- 2005年：MBC《辛旽》飾演 普愚
- 2008年：KBS《大祚荣》飾演 大仲象
- 2009年：KBS《千秋太后》飾演 徐熙
- 2010年：SBS《Giant》飾演 白波崔烈
- 2010年：KBS《巨商金万德》
- 2011年：SBS《新妓生傳》飾演 亞秀羅
- 2012年：KBC《大王之夢》飾演 閼川
- 2012年：SBS《電視劇帝王》飾演 高利貸業者（客串）
- 2013年：MBC《歐若拉公主》飾演 薛會長
- 2015年：KBS《懲毖錄》飾演 郭再祐
- 2023年：KBS2《秘密的女人》飾演 南萬鍾

## 獲獎
- 2007年：KBS演技大賞 - 最佳男配角